# Rhinolophus subrufus
Rhinolophus subrufus is een vleermuis uit het geslacht Rhinolophus die voorkomt in de Filipijnen. Daar is hij gevonden op de eilanden Camiguin, Catanduanes, Luzon, Mindanao en Mindoro. De soort is gevonden van zeeniveau tot 1000 m hoogte, soms in grotten. Er is zeer weinig over bekend. Er wordt een ondersoort erkend, R. s. bunkeri Taylor, 1934.